# カルテット (ウルトラヴォックスのアルバム)
カルテット (Quartet)はイギリスのバンド、ウルトラヴォックスの6枚目のアルバム。1982年10月15日リリース。ビートルズの作品のプロデューサーとして知られるジョージ・マーティンがプロデュースを担当し、よりポップな音楽性を獲得した。カバーアートは前作と同じくピーター・サヴィルが担当した。

## 収録曲
1. リープ・ザ・ワイルド・ウインド / Reap the Wild Wind - 3:49
2. セレナーデ / Serenade - 4:01
3. マイン・フォー・ライフ / Mine for Life - 4:06
4. 聖歌 / Hymn - 3:48
5. ヴィジョン・イン・ブルー / Visions in Blue - 3:10
6. 静寂の訪れ / When the Scream Subsides -  6:33
7. ケイム・トゥ・ダンス / We Came to Dance - 5:18
8. カット・アンド・ラン / Cut and Run - 4:53
9. ウィ・ゴー / The Song (We Go) - 4:21

### 1998年リイシュー版ボーナス・トラック
1. Hosanna (In Excelsis Deo) （『リープ・ザ・ワイルド・ウインド』B面曲） - 4:21
2. Monument （『聖歌』B面曲） - 3:16
3. Break Your Back （『ヴィジョン・イン・ブルー』B面曲） - 3:27
4. Overlook （『ウィ・ケイム・トゥ・ダンス』B面曲） - 4:04

### 2009年リマスター版ボーナス・ディスク
1. Reap the Wild Wind (Extended 12" Version) – 4:45
2. Hosanna (In Excelsis Deo) – 4:21
3. Monument – 3:14
4. The Thin Wall (Live) (B-side of Hymn 12") – 5:54
5. Break Your Back – 3:25
6. Reap the Wild Wind (Live) – 4:04
7. We Came to Dance (Extended 12" Version) – 7:35
8. Overlook – 4:03
9. The Voice (Fanclub Flexi-disc Version) (Live) – 4:36
10. Serenade (Special Remix) – 6:03
11. New Europeans (Live) – 4:18
12. We Stand Alone (Live) – 5:35
13. I Remember (Death in the Afternoon) (Live) – 6:25

## メンバー
- ミッジ・ユーロ - ボーカル、 ギター
- クリス・クロス - ベース、シンセサイザー、コーラス
- ウォーレン・カン - ドラムス、コーラス
- ビリー・カーリー - シンセサイザー、ヴァイオリン